# زرندین
زرندین، روستایی است از توابع بخش مرکزی شهرستان نکا در استان مازندران ایران.
این روستا در دهستان پی‌رجه واقع شده اند. از مشاهیر این روستا می‌توان به امید ابراهیمی و علی صادقی زرندینی اشاره کرد.

## جمعیت
براساس سرشماری سال ۱۳۸۵جمعیت آن ۲٬۱۶۶نفر (۵۷۲خانوار) بوده است.

پائین زرندین که با شهر نکا سه کیلومتر فاصله دارد در سال ۱۳۷۸خ از سیل آسیب دید.